# Yangere
Le yangere est une langue oubanguienne de la République centrafricaine. Elle est étroitement liée au Banda central.[Quoi ?]